# Вассер Соломон Павлович
Соломо́н Па́влович Ва́ссер (нар. 26 серпня 1946, Львів) — український, ізраїльський вчений, ботанік, міколог, доктор біологічних наук, професор, член-кореспондент Національної академії наук України.
Автор найменувань ряду ботанічних таксонів. У ботанічній (бінарній) номенклатурі ці назви доповнюються скороченням «Wasser». Самим автором використовувалося скорочення «S. Wasser».

## Біографія
Соломон Павлович Вассер народився 26 серпня 1946 року у Львові в інтелігентській сім'ї, батько — юрист, мати — актриса, викладач естетики і стилістики. Середню школу закінчив у закарпатському місті Берегові і в 1964 році вступив до Ужгородського університету на факультет біології. Спеціалізувався на кафедрі систематики і морфології рослин, де і зацікавився макроміцетами. На кафедрі була відсутня підготовка за спеціальністю «мікологія», тому завідувач кафедрою В. І. Комендар звернувся в київський Інститут ботаніки АН УРСР і науковим керівником Вассера в 1967 році стала М. Я. Зерова, відомий фахівець-агариколог.
У 1969 році С. П. Вассер закінчив Ужгородський університет і вступив до аспірантури відділу мікології Інституту ботаніки. Під час навчання в аспірантурі молодий учений брав участь у численних експедиціях по степовій зоні України, в яких був накопичений великий матеріал по макроміцетам, досліджено різні степові рослинні угруповання. У 1973 році на основі матеріалів експедицій написав і захистив кандидатську дисертацію «Agaricales s.l. степової зони України». В Інституті ботаніки була розпочата підготовка до видання багатотомника «Флора грибів Україні», і С. П. Вассер продовжує поглиблене вивчення теми. Результатом роботи вченого став випуск у 1980 році фундаментального тома «Флора грибів Україні. Агарикові гриби». У цій монографії представлено 205 таксонів видового і інфравидовиго рангу родини Агарикові (Agaricaceae), з них 43 були вперше виявлені в Україні, 9 описані як нові для науки, також запропоновано понад 20 нових таксономічних комбінацій.
Після цього ученим з метою більш глибокого вивчення теоретичних проблем агарикології була значно розширена географія досліджень, він здійснив експедиції по Сибіру, Алтаю, Далекому Сходу СРСР, обробляв гербарні зразки, що надсилалися з колекцій США і Західної Європи. Результатом обробки нових матеріалів стала докторська дисертація «Родина Agaricaceae Радянського Союзу», захищена у 1982 році і підсумкова монографія «Агарикові гриби СРСР», видана в 1985 році.
Одночасно, в 1970-х — початку 1980-х років, С. П. Вассер займався розробками в новій для України галузі — промислового культивування грибів. Досягнення відділу мікології впроваджувалися в практику на базі грибівницьких колгоспів і лісгоспів, які на території України в ті роки тільки зароджувалися. По цій темі було опубліковано ряд праць, в тому числі кілька колективних монографій. У 1982 році за дослідження в галузі промислового грибівництва С. П. Вассер нагороджений Премією ім. М. Г. Холодного АН УРСР.
У 1985 році був призначений на посаду завідувача відділом альгології (нині відділ фікології) київського Інституту ботаніки, потім став науковим керівником гербарію інституту. У 1988—1994 роках — професор кафедри біології Київського медичного інституту, читає курси загальної біології, основи медичної генетики, керує науковими дослідженнями. У 1988 році обраний членом-кореспондентом Академії наук УРСР.
У 1980-х — початку 1990-х років, незважаючи на збільшені обов'язки, продовжує успішно працювати дослідником-мікологом, видає ряд монографій, довідкових та навчальних посібників. У цей період друкується колективна праця — довідник «Методи експериментальної мікології» (1982), у співавторстві з І. О. Дудкою — «Довідник міколога та грибника» (1987), перший том капітального видання «Нижчі рослини, гриби і мохоподібні радянського Далекого Сходу» (1990), співавтором і відповідальним редактором якого став С. П. Вассер, монографія «Їстівні та отруйні гриби Карпат» (1990), ще один том «Флори грибів України» — «Аманітальні гриби» (1992) та інші. У 1991 році за внесок у розвиток агарикології С. П. Вассер нагороджений премією Фонду Олександра і Хелен Сміт (США).
У 1994 році Вассер отримує запрошення до наукової роботи в Ізраїль, де він очолив Міжнародний центр біорізноманіття та біотехнології спорових рослин та грибів (Biodiversity and Biotechnology Center of Cryptogamic Plants and Fungi, BCCPF) в Інституті еволюції при Університеті м. Хайфа. Тут він написав книгу «Їстівні та отруйні гриби Ізраїлю» (1995), організував комплексні дослідження флори спорових рослин та грибів заповідника «Кармель». Науковою сенсацією стало відкриття спільно з ізраїльськими колегами наявності в Мертвому морі близько 70 видів вищих грибів і ооміцетів. Результати вивчення мікофлори Мертвого моря вперше опубліковані в 1998 році, а в 2004 видані у вигляді монографії англійською мовою. Працюючи в Ізраїлі, Соломон Павлович Вассер співпрацює з вченими України та Росії, надає наукову і матеріальну підтримку, організовує заходи, продовжує публікуватися в українських і російських наукових журналах.

## Наукові досягнення
У багаторічній експедиційній роботі, лабораторних дослідженнях свіжозібраного і колекційного матеріалу С. П. Вассером накопичений величезний науковий досвід, що дозволив створити оригінальний комплексний підхід до методології вивчення вищих базидіоміцетів. Вченим монографована і критично оброблена флора родини агарикових на територіях України, колишнього СРСР в цілому, російського Далекого Сходу, В'єтнаму, декількох штатів США і Ізраїлю, а також флора діатомових водоростей України, ведеться робота щодо систематичного вивчення альго- і мікофлори Ізраїлю. Порівняльне вивчення таксонів агарикових і мухоморових грибів дозволило прояснити деякі питання систематики і філогенії базидіоміцетів, висунута гіпотеза про походження предків родини агарикових в кам'яновугільному — пермському періодах на території сучасних Південно-Східної Азії і Меланезії. Загальне визнання заслужила створена Вассером авторська система родини агарикових.
В галузі екології запропоновано оригінальний підхід до вивчення біорізноманіття і ролі криптогамних рослин і грибів у навколишньому середовищі. З метою полегшення пояснення ролі грибів в екосистемах окремих територій і Земної кулі в цілому введено нове для науки поняття грибного коефіцієнта (англ. fungal coefficient, FC).
У галузі морфології грибів розроблена методика визначення геометричних характеристик базидий, визначені закономірності геометрії базидій, стеригм і спор, які можуть служити таксономічними ознаками.
Значним є внесок вченого в таксономію: до 2006 року описано 2 порядка, 2 родини, 18 секцій, 42 нових види грибів та запропоновано 118 таксономічних комбінацій.
До 2006 року отримано 14 патентів (СРСР, США) на нові штами культивованих їстівних і лікарських грибів.

## Організаторська діяльність
Діяльність С. П. Вассера як організатора науки почалася ще в роки аспірантури — були організовані конференції молодих вчених-ботаніків, потім публікація матеріалів конференцій.
Будучи зав. відділом альгології, керує створенням багатотомника «Флора водоростей континентальних водойм України», в 1987 році організовує в Черкасах всесоюзну нараду з актуальних проблем сучасної альгології, працює над створенням довідника «Водорості», стає відповідальним редактором цього видання, яке вийшло друком у 1989 році. Під керівництвом Вассера проведена реконструкція альготеки — колекції, в якій зберігаються зразки, зібрані кількома поколіннями альгологів інституту. Найбільшим досягненням Вассера як керівника відділу називають створення ним у 1991 році журналу «Альгологія». З 1994 року журнал виходить також в перекладі на англійську мову (видавництво Scriptio, США). Пізніше, в 1999 році, С. П. Вассер став засновником ще одного міжнародного журналу — «International Journal on Algae».
Працюючи в Ізраїлі, Соломон Павлович зацікавився ще однією науковою та прикладною сферою мікології — дослідженнями лікарських властивостей грибів. У 2000 році він заснував міжнародне видання «International Journal of Medicinal Mushrooms» і став його головним редактором, у 2001 організував міжнародний конгрес з лікарських грибів (англ. Medicinal Mushrooms in Health Care and Nutrition) у Києві; у 2003 такий же конгрес пройшов в Таїланді, а в 2005 — в США.
Соломон Павлович Вассер є також членом редколегій декількох міжнародних журналів з ботаніки, мікології, екології та медицини, членом кількох національних (Німеччина, США, Ізраїль) та міжнародних наукових товариств і комітетів.

## Епонім таксономічних назв
На честь С. П. Вассера отримали назви такі види грибів:
- Agaricus wasseri Bon(інші мови) et Courtec.(інші мови) 1985
- Lepiota wasseri Bon. 1994
- Lichenochora wasseri S. Kondr. 1996
- Pachykytospora wasseri Zmitr., Malysheva et Spirin. 2007
- Placogeia wasseri (Bukhtiyarova et Pomazkina). 2013